# Evil (El Mal)
Evil (El Mal) (títol original: Ondskan) és una pel·lícula sueca dirigida per Mikael Håfström, treta de la novel·la autobiogràfica La Fàbrica de violència de Jan Guillou, i estrenada l'any 2003. El film va ser nominat a l' Oscar al millor film en llengua estrangera. Ha estat doblada al català.

## Argument
(El film va estar inspirat en fets autèntics.)
Erik Ponti, de quinze anys, viu amb un padrastre sàdic que el pega a la mínima, mentre la seva mare toca el piano per emmascarar el soroll dels cops, es expulsat de l'escola per a lluites repetides.
La seva mare decideix llavors de posar-lo en un internat, venent per a allò una part dels seus béns, Erik pren consciència d'allò i renuncia a les seves males inclinacions.
A l'arribada a la seva nova escola, se li explica que un consell de 12 alumnes regnen sobre l'escola i han posat en marxa regles basades en serveis i la brutalitat amb la finalitat de castigar els que desobeeixen o que no executin els seus menors capricis. Erik rebutja les regles, i haurà de fer de tot per a no recaure a la violència.

## Repartiment
- Andreas Wilson: Erik Ponti
- Henrik Lundström: Pierre Tanguy
- Gustaf Skarsgård: Otto Silverhielm
- Linda Zilliacus: Marja
- Jesper Salén: Dahlén
- Filip Berg: Johan
- Fredrik af Trampe: von Schenken
- Richard Danielsson: Karlberg
- Martin Svane: Leffler
- Rustan Blomqvist: Bergvall
- Peter Eggers: Von Rosen
- Per Westergren: Lewenheusen
- Henrik Linnros: Beijer
- Theodor Hoffsten: Lagerros
- Sanna Mari Patjas: Stina
- Johan Rabaeus: el padrastre d'Erik
- Marie Richardson: la mare de Erik
- Magnus Roosmann: Tosse Berg
- Ulf Friberg: Tranströmer
- Mats Bergman: Melander
- Lennart Hjulström: Lindblad
- Kjell Bergqvist: Ekengren

## Autobiografia[calcitació]
Jan Guillou ha declarat que Ondskan és essencialment una història real. Algunes coses, com la història d'amor, la prova de natació han estat modificades per fer la història més interessant. Però la violència, la merda, el terror psicològic és absolutament real. En efecte, l'escola de Guillou ha estat mencionada als periòdics per a aquestes violències i va fer fallida alguns anys després de la seva graduació; ell parla en entrevistes de manera molt convincent de la seva vasta experiència personal i de la violència.

## Premis[calcitació]
2003Nominada a l'Oscar: Millor pel·lícula de parla no anglesa
20033 Premis Guldbagge (Suècia): Millor pel·lícula, fotografia, menció
2004Festival de Xangai: Millor Actor (Andreas Wilson) i millor fotografia

## Frases de culte[calcitació]
- El padrastre a Erik, abans de pegar-lo

- En tornarem a parlar després del menjar.
- Un dels torturadors a Erik:

- Aquí tenim fe en l'ànima d'equip.
- Erik al seu padrastre:

- En menys de mitja hora seràs a l'hospital. / No hi veuràs gairebé més res. / Les teves cames estaran trencades i el teu nas estarà fet miques. / Però no diràs a ningú el que ha passat...